# Suinae
I Suini costituiscono una sottofamiglia della famiglia dei Suidi.

## Tassonomia
La lista completa delle specie, secondo la classificazione tradizionale, è la seguente:
- Sottofamiglia Suinae
  - Tribù Babyrousini
    - Genere Babyrousa (Pleistocene to Recent)
      - Specie Babyrousa babyrussa
      - Specie †Babyrousa bolabatuensis
      - Specie Babyrousa celebensis
      - Specie Babyrousa togeanensis

  - Tribù †Hippohyini
    - Genere †Hippohyus
    - Genere †Sinohyus
    - Genere †Sivahyus

  - Tribù Potamochoerini
    - Genere †Celebochoerus
    - Genere †Kolpochoerus
    - Genere †Propotamochoerus
    - Genere Hylochoerus
      - Specie Hylochoerus meinertzhageni

    - Genere Potamochoerus
      - Specie Potamochoerus larvatus
      - Specie Potamochoerus porcus

  - Tribù Suini
    - Genere †Eumaiochoerus
    - Genere †Hippopotamodon
    - Genere †Korynochoerus
    - Genere †Microstonyx
    - Genere Porcula
      - Specie Porcula salvania

    - Genere Sus
      - Specie Sus ahoenobarbus
      - Specie Sus barbatus
      - Specie Sus bucculentus
      - Specie Sus cebifrons
      - Specie Sus celebensis
      - Specie Sus heureni
      - Specie Sus oliveri
      - Specie Sus philippensis
      - Specie Sus scrofa
      - Specie Sus verrucosus
      - Specie †Sus strozzi

  - Tribù Phacochoerini
    - Genere †Metridiochoerus
    - Genere †Potamochoeroides
    - Genere †Stylochoerus
    - Genere Phacochoerus
      - Specie Phacochoerus aethiopicus
      - Specie Phacochoerus africanus